# Barbé (motorfiets)
Barbé is een Belgisch historisch merk van motorfietsen.
De bedrijfsnaam was: NV P.E. Barbé, Herstal.
Dit bedrijf begon zijn productie in 1926 voortvarend: Er werd een groot scala van motorfietsen aangeboden: 125-, 175-, 250- en 350cc-modellen, zowel kop- als zijkleppers met inbouwmotoren van JAP en Blackburne.
Vanaf 1933 werden ook 100- en 150cc-tweetakten met Villiers-blokken geleverd. Later volgden ook nog 150- en 250cc-JAP-kopkleppers in diverse uitvoeringen. Met 175- en 250cc-JAP-racemotoren werden enige kleine successen behaald, onder anderen door Gaston Barbé, zoon van de oprichter, die echter onder de schuilnaam "Dickwell" reed.
In 1934 kon het merk het echter niet meer bolwerken en verdween het van het toneel.